# Elementare Typografie

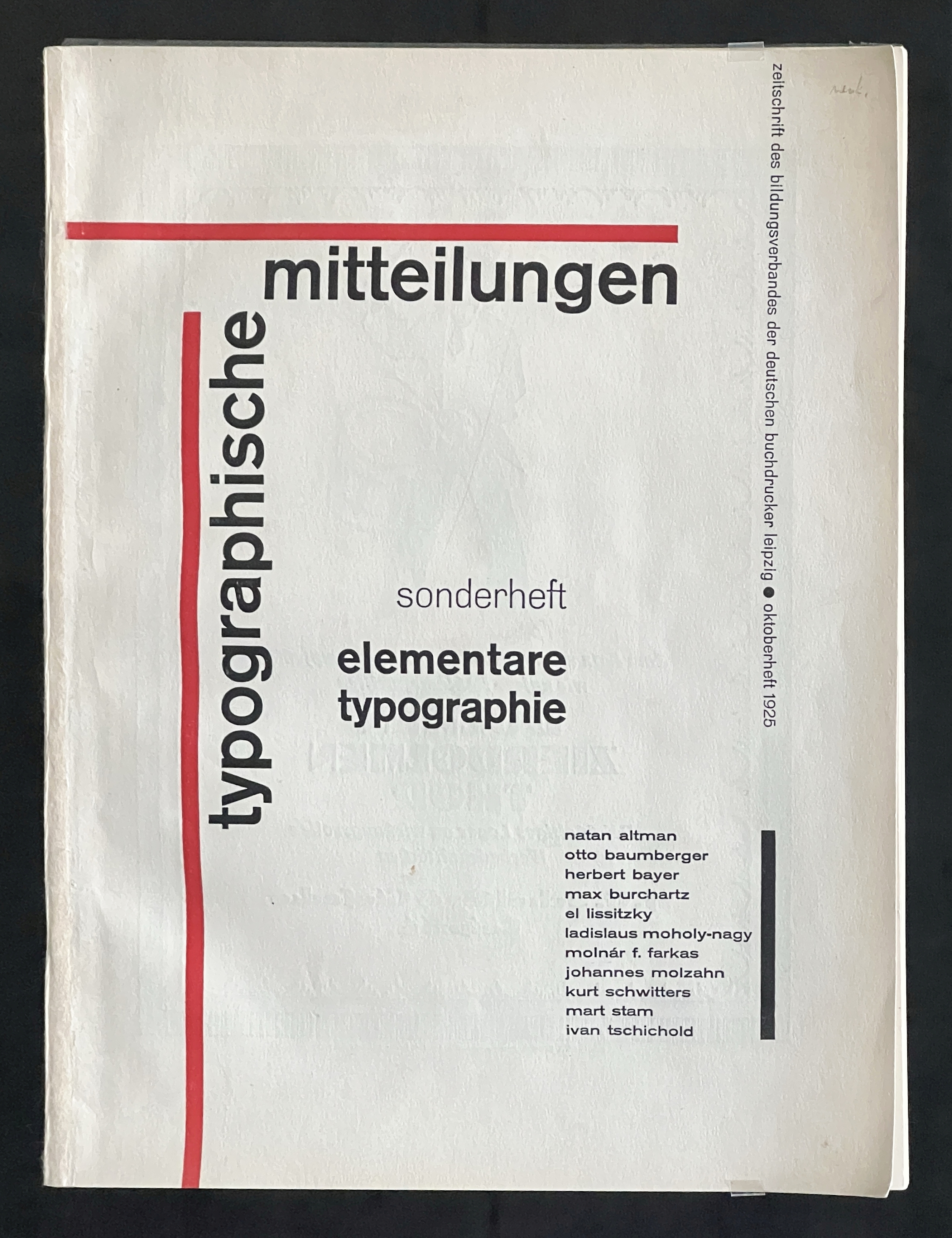
Titelseite des Sonderheftes elementare typographie der Zeitschrift Typographische Mitteilungen, Leipzig 1925

Die Elementare Typografie, Neue Typographie oder auch Funktionale Typografie  ist eine Stilrichtung innerhalb der Schrift- und Druckgestaltung vom Anfang des 20. Jahrhunderts.

## Geschichte
Die Elementare Typografie ist eine Reaktion auf die Ende des 19. Jahrhunderts einsetzenden Änderungen der Gebräuche in der typografischen Gestaltung, die von einigen als Verfall empfunden wurden. Durch neue Erfindungen im Bereich der Drucktechnik (z. B. Lithografie und Offset-Druck) bot sich plötzlich eine Vielzahl an Gestaltungsmöglichkeiten. Dies führte zu einem Gebrauch von Zierleisten, Rahmen und Ornamenten in einem Umfang, der von einigen als übertrieben angesehen wurde. Auch wurde beanstandet, dass die Schriftarten selbst oft wahllos miteinander vermischt wurden. Daher besannen sich einige Protagonisten bald wieder auf eine als einfach, natürlich und technisch bedingt empfundene Typografie.

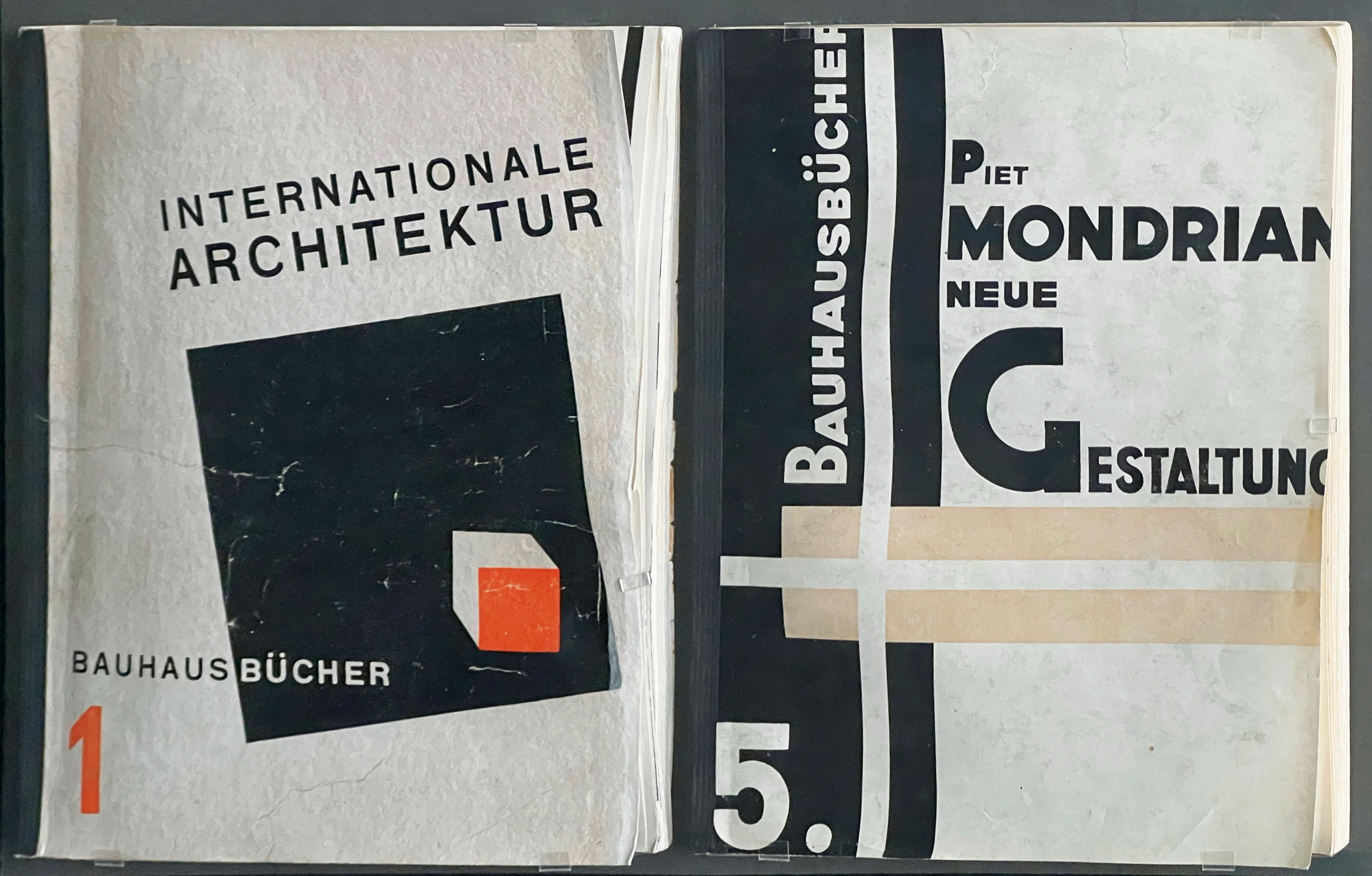
Titelseiten der Bauhausbücher 1 und 5, 1924/1925, gestaltet von László Moholy-Nagy

Im Mittelpunkt stand hierbei einerseits die Intention, Typografie als selbstständige künstlerische Ausdrucksform zu etablieren. Gleichzeitig sollte typografische Gestaltung aber auch den praktischen Anforderungen der Zeit (Reklame, Gebrauchsdrucke etc.) entsprechen. Die Bewegung der Neuen Typografie ging anfangs vorrangig von Malern und bildenden Künstlern aus, die eine Erhebung des Alltäglichen zum Kunstwerk und wiederum eine Gebrauchsfunktion der Kunst anstrebten.
Erstmals wurde der Begriff der Neuen Typographie 1923 von dem Bauhaus-Künstler László Moholy-Nagy erwähnt. In einem Aufsatz anlässlich einer Bauhaus-Ausstellung forderte er u. a. eine klare und eindeutige Schriftgestaltung, eine Abkehr von der Groß- und Kleinschreibung und die sinnvolle Ausnutzung der neuen maschinellen Möglichkeiten.

## Jan Tschichold als Vertreter der Elementaren Typografie
Den eigentlichen Anstoß zu einer Durchsetzung der neuen Ideen im Alltagsgebrauch gab jedoch Jan Tschichold. Als gelernter Typograf konnte er nicht nur fundierte Fachkenntnisse vorweisen, sondern besaß durch seine Tätigkeiten im Bereich des Setzens und Druckens darüber hinaus jahrelange praktische Erfahrung.
In der Sonderausgabe elementare typographie der Typographischen Mitteilungen (1925) griff er Moholy-Nagys Thesen auf. Im Gegensatz zu diesem schrieb Tschichold jedoch nicht für eine eingeweihte Künstlergruppe, sondern wandte sich mit praktischen Vorschlägen an die Akzidenzdrucker. Sein drei Jahre später erscheinendes Lehrbuch Die Neue Typographie. Ein Handbuch für zeitgemäss Schaffende bot daher zahlreiche praktische Anweisungen und konkrete Beispiele, die sehr bald Eingang in die Berufspraxis fanden. Tschichold sah in der Funktionalen Typografie vorrangig eine enorme Erleichterung und Vereinfachung für die Handhabung der Setz- und Druckpraxis. Entsprechend eingängig und pragmatisch formulierte er seine Thesen zur neuen typografischen Gestaltung:
- Möglichst wenig Schriftarten und -grade verwenden
- Kursiv und halbfett eignen sich besonders als Schriftauszeichnung
- Versalien nur selten gebrauchen; wenn, immer sperren.

Diese Thesen verbreiteten sich sehr schnell und wirken bis heute als allgemeingültige „Regeln“ maßgeblich in die anspruchsvolle Typografie hinein.

## Weiterentwicklung und Widersprüche
Während des nationalsozialistischen Regimes unter Adolf Hitler wurde Jan Tschichold in Haft genommen und anschließend zur Auswanderung gezwungen. Diese Erfahrung, zusammen mit seiner jahrzehntelangen Berufserfahrung und gebührender Distanz zu den Anfängen der Elementaren Typografie, ließen Tschichold einige der Aussagen und Ansichten, die er in seinem Werk Die Neue Typographie geäußert hatte, relativieren. Die strengen, nach Endgültigkeit und Gleichheit strebenden Regeln der Neuen Typographie erschienen ihm nun beängstigend parallel zu der totalitären Gesinnung faschistischer Regime.

“Obvious similarities consist in the ruthless restriction of typefaces, a parallel to Goebbel’s infamous ‘gleichschaltung’ and the more or less militaristic arrangement of lines.”

„Offensichtliche Ähnlichkeiten liegen in der rabiaten Einschränkung der Schriftarten, eine Parallele zu Goebbels schändlicher ‚Gleichschaltung‘ und der mehr oder weniger militaristischen Ausrichtung der Zeilen.“

Zudem missfiel Tschichold die bedingungslose Hingabe an die maschinelle Produktion. Er verurteilte die Anstrengungen vieler Typografen, selbst traditionellen Werken mit klassischen Inhalten eine „moderne“ Gestaltung aufzuzwingen. Hierzu zählte er den Gebrauch der Grotesk für Fließtext.
Die Vorteile der Elementaren Typografie, die einheitlichen Satzregeln und besser strukturierte Satzweise können laut Tschichold nur für Akzidenzdrucke, nicht für länger fortlaufende Buchtexte gelten.
Tschichold forderte dennoch keine Abkehr von der Neuen Typographie hin zu einer „sentimentalen Flucht in die Vergangenheit“. Vielmehr forderte er eine Wiederaufnahme der traditionellen Typografie in Kombination mit den modernen Vorzügen der Elementaren Typografie. Laut Tschichold bedeutete die Bewegung der Neuen Typographie lediglich eine „Momentaufnahme des Reinigungsprozesses“ in den 1920er und 1930er Jahren in Deutschland. Die traditionelle Typografie hingegen schätzte Tschichold als zeitlose, international gültige Gestaltungsbasis.
Verständlicherweise lösten Tschicholds neue Aussagen Kontroversen aus. Bekannt wurde beispielsweise die Diskussion mit dem Schweizer Architekten und Künstler Max Bill, der sich eher mit bestimmten Stil- und Kunstelementen der Neuen Typographie befasste und den praktikablen Wert dabei außer Acht ließ. Tschichold verteidigte jedoch sein immerwährendes Bestreben nach Ordnung und Vereinfachung der typografischen Gestaltung und zweifelte dabei nie den allgemeingültigen und praktischen Wert seines Lehrbuchs an.

## Schweizer Typografie
Die Schweizer Typografie baute ab etwa 1955 auf der Neuen Typographie auf. Kennzeichnend für diese Richtung sind ebenfalls streng sachliche Darstellung, teilweise auch Asymmetrie, die hauptsächliche Verwendung von Groteskschriften in möglichst wenigen Schriftgraden. Weitere Merkmale sind extreme Weißräume und der Verzicht auf sämtliche Schmuckelemente. 
Den Schweizer Stil haben u. a. geprägt: 
- Max Bill
- Adrian Frutiger
- Karl Gerstner
- Armin Hofmann
- Richard Paul Lohse
- Hans Eduard Meier
- Max Miedinger
- Josef Müller-Brockmann
- Bruno Pfäffli
- Emil Ruder
- Helmut Schmid
- Anton Stankowski

Vor diesem Hintergrund ist auch die Entwicklung eines neuen Rastersystems 1957 durch Karl Gerstner zu beachten, das die Sachlichkeit und Zweckmäßigkeit von Schrift und Textgestaltung noch verstärkte.